# Hugo Silva (calciatore)
Hugo Ezequiel Silva (Quilmes, 4 febbraio 1992) è un calciatore argentino, difensore dell'Estudiantes (BA).

## Carriera
Cresciuto nelle giovanili del Racing Club, ha esordito in prima squadra il 1º dicembre 2011 in occasione del match di Copa Argentina vinto 2-0 contro l'El Porvenir. Ha poi giocato nella prima divisione argentina anche con Defensa y Justicia e Godoy Cruz, oltre che nella prima divisione boliviana con il Royal Pari.

## Statistiche

### Presenze e reti nei club
Statistiche aggiornate al 18 agosto 2018.
| Stagione        | Squadra            | Campionato      | Campionato | Campionato | Coppe nazionali | Coppe nazionali | Coppe nazionali | Coppe continentali | Coppe continentali | Coppe continentali | Altre coppe | Altre coppe | Altre coppe | Totale | Totale | Totale |
| Stagione        | Squadra            | Comp            | Pres       | Reti       | Comp            | Pres            | Reti            | Comp               | Pres               | Reti               | Comp        | Pres        | Reti        | Pres   | Reti   |        |
| --------------- | ------------------ | --------------- | ---------- | ---------- | --------------- | --------------- | --------------- | ------------------ | ------------------ | ------------------ | ----------- | ----------- | ----------- | ------ | ------ | ------ |
| 2011-2012       | Racing Club        | PD              | 0          | 0          | CA              | 2               | 0               |                    | -                  | -                  |             | -           | -           | 2      | 0      |        |
| 2014            | Atlanta            | PB              | 11         | 0          |                 | -               | -               |                    | -                  | -                  |             | -           | -           | 11     | 0      |        |
| 2015            | Atlanta            | PB              | 34         | 1          | CA              | 4               | 0               |                    | -                  | -                  |             | -           | -           | 38     | 1      |        |
| Totale Atlanta  | Totale Atlanta     | Totale Atlanta  | 45         | 1          |                 | 4               | 0               |                    | -                  | -                  |             | -           | -           | 49     | 1      |        |
| 2016            | Defensa y Justicia | PD              | 3          | 0          | CA              | 1               | 0               |                    | -                  | -                  |             | -           | -           | 4      | 0      |        |
| 2016-2017       | Defensa y Justicia | PD              | 20         | 0          | CA              | 2               | 0               | CS                 | 1                  | 0                  |             | -           | -           | 23     | 0      |        |
| 2017-gen. 2018  | Defensa y Justicia | PD              | 5          | 0          | CA              | 0               | 0               |                    | -                  | -                  |             | -           | -           | 5      | 0      |        |
| gen.-giu. 2018  | Mitre (SdE)        | PN              | 11         | 0          | CA              | 1               | 0               |                    | -                  | -                  |             | -           | -           | 12     | 0      |        |
| 2018-2019       | Defensa y Justicia | PD              | 1          | 0          | CA              | 0               | 0               |                    | -                  | -                  |             | -           | -           | 1      | 0      |        |
| Totale carriera | Totale carriera    | Totale carriera | 85         | 1          |                 | 10              | 0               |                    | 1                  | 0                  |             | -           | -           | 96     | 1      |        |